# Communauté de communes du Pays de Saint-Fulgent Les Essarts
Die Communauté de communes du Pays de Saint-Fulgent Les Essarts (offizielle Schreibweise: Communauté de communes du Pays de Saint-Fulgent - Les Essarts) ist ein französischer Gemeindeverband mit der Rechtsform einer Communauté de communes im Département Vendée in der Region Pays de la Loire. Sie wurde am 16. Dezember 2016 gegründet und umfasst zwölf Gemeinden (Stand: 1. Januar 2024). Der Verwaltungssitz befindet sich im Ort Saint-Fulgent.

## Historische Entwicklung
Der Gemeindeverband entstand mit Wirkung vom 1. Januar 2017 aus der Fusion der Vorgängerorganisationen
- Communauté de communes du Pays de Saint-Fulgent und
- Communauté de communes du Pays des Essarts,

von der sich jedoch bei dieser Gelegenheit die Gemeinden Sainte-Cécile und Saint-Martin-des-Noyers der Communauté de communes Pays de Chantonnay anschlossen.

## Mitgliedsgemeinden
| Gemeinde                                                    | Einwohner 1. Januar 2022 | Fläche km² | Dichte Einw./km² | Code INSEE | Postleitzahl |
| ----------------------------------------------------------- | ------------------------ | ---------- | ---------------- | ---------- | ------------ |
| Bazoges-en-Paillers                                         | 1.551                    | 11,45      | 135              | 85013      | 85130        |
| Chauché                                                     | 2.559                    | 41,99      | 61               | 85064      | 85140        |
| Chavagnes-en-Paillers                                       | 3.648                    | 40,57      | 90               | 85065      | 85250        |
| Essarts en Bocage                                           | 6.835                    | 68,47      | 100              | 85084      | 85140        |
| L’Oie                                                       | 1.264                    | 14,06      | 90               | 85165      | 85140        |
| La Copechagnière                                            | 1.047                    | 9,68       | 108              | 85072      | 85260        |
| La Merlatière                                               | 1.010                    | 14,86      | 68               | 85142      | 85140        |
| La Rabatelière                                              | 1.018                    | 8,26       | 123              | 85186      | 85250        |
| Les Brouzils                                                | 2.916                    | 41,25      | 71               | 85038      | 85260        |
| Saint-André-Goule-d’Oie                                     | 1.942                    | 20,19      | 96               | 85196      | 85250        |
| Sainte-Florence                                             | 1.338                    | 17,09      | 78               | 85212      | 85140        |
| Saint-Fulgent                                               | 3.924                    | 36,82      | 107              | 85215      | 85250        |
| Communauté de communes du Pays de Saint-Fulgent Les Essarts | 29.052                   | 324,69     | 89               | –          | –            |